# Aprilwetter

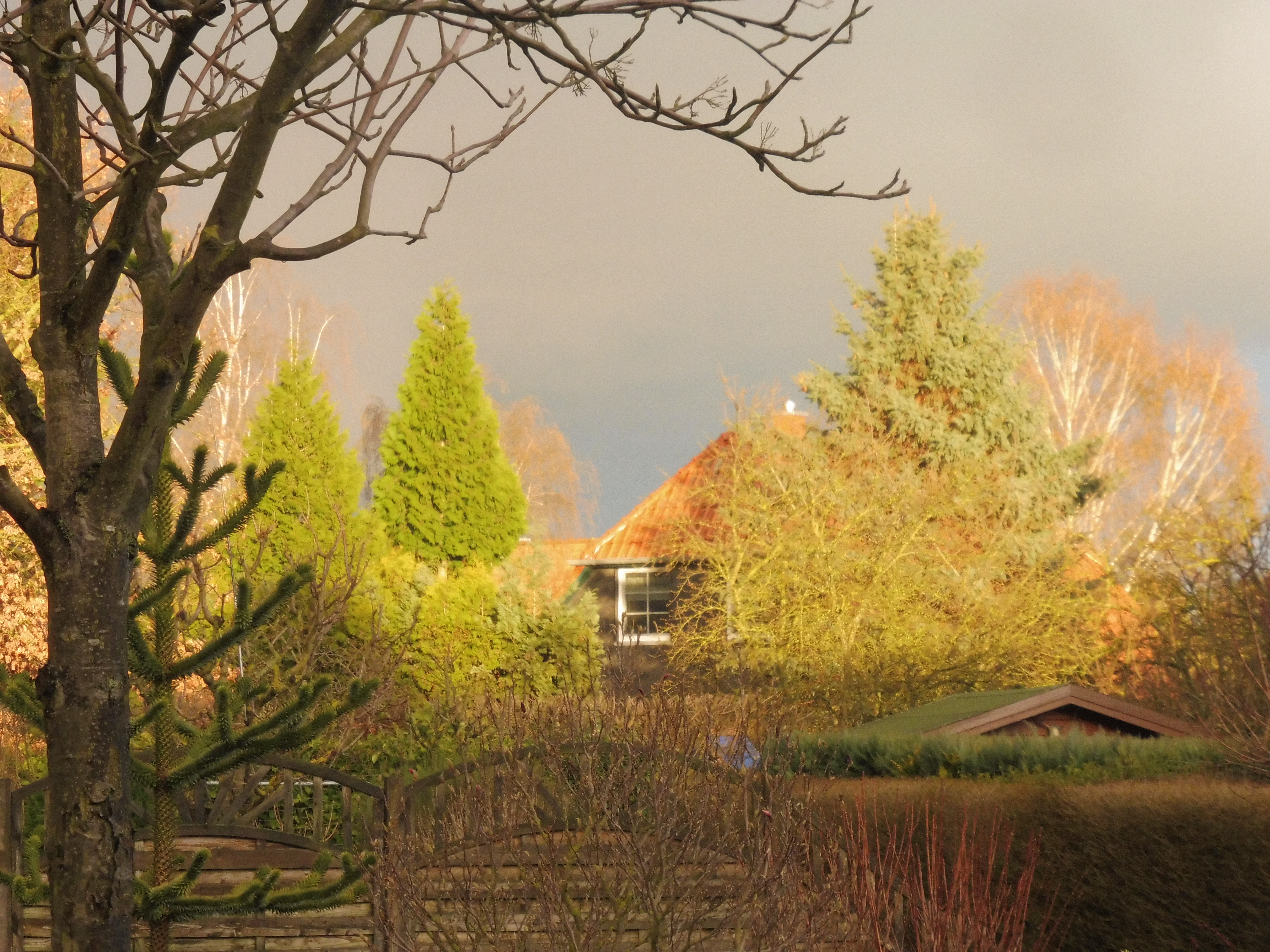
„Aprilwetter“

Als Aprilwetter wird umgangssprachlich „launisches“, wechselhaftes Wetter mit rascher Abfolge von Sonnenschein, Bewölkung und Regen (mitunter Schnee und Hagel) bezeichnet. Dieses meteorologische Phänomen ist auch Gegenstand einiger Bauernregeln.
Die Wetterkapriolen können zum Zeitpunkt der Kirschblüte durch stärkeren Bodenfrost in wolkenlosen Nächten oder Schneefall die Obstblüte gefährden und die Bestäubung durch Insekten unmöglich machen, die als wechselwarme Tiere nur bei ausreichender Wärme fliegen können.

## Entstehung

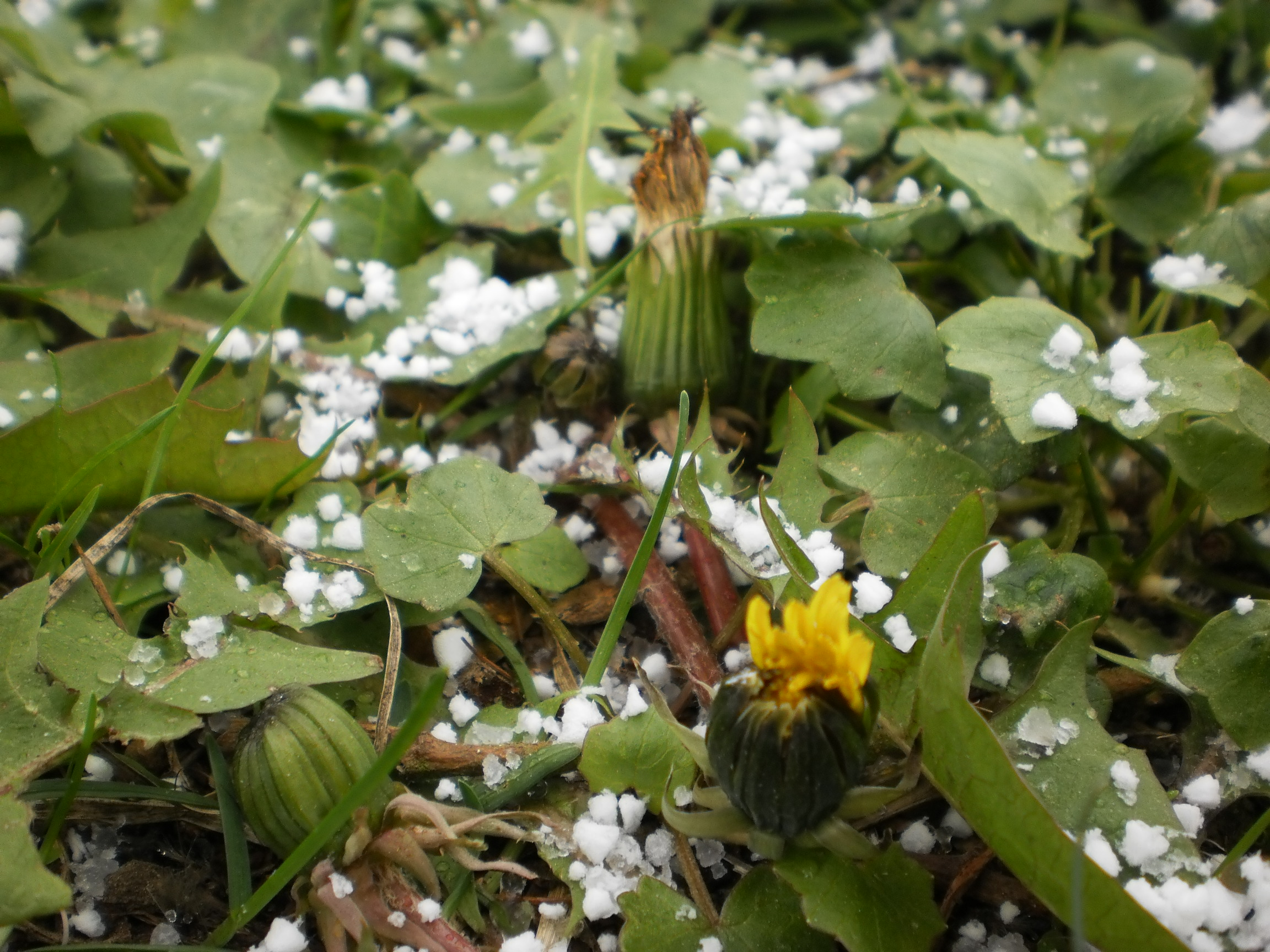
Graupelkörner im April (2019)
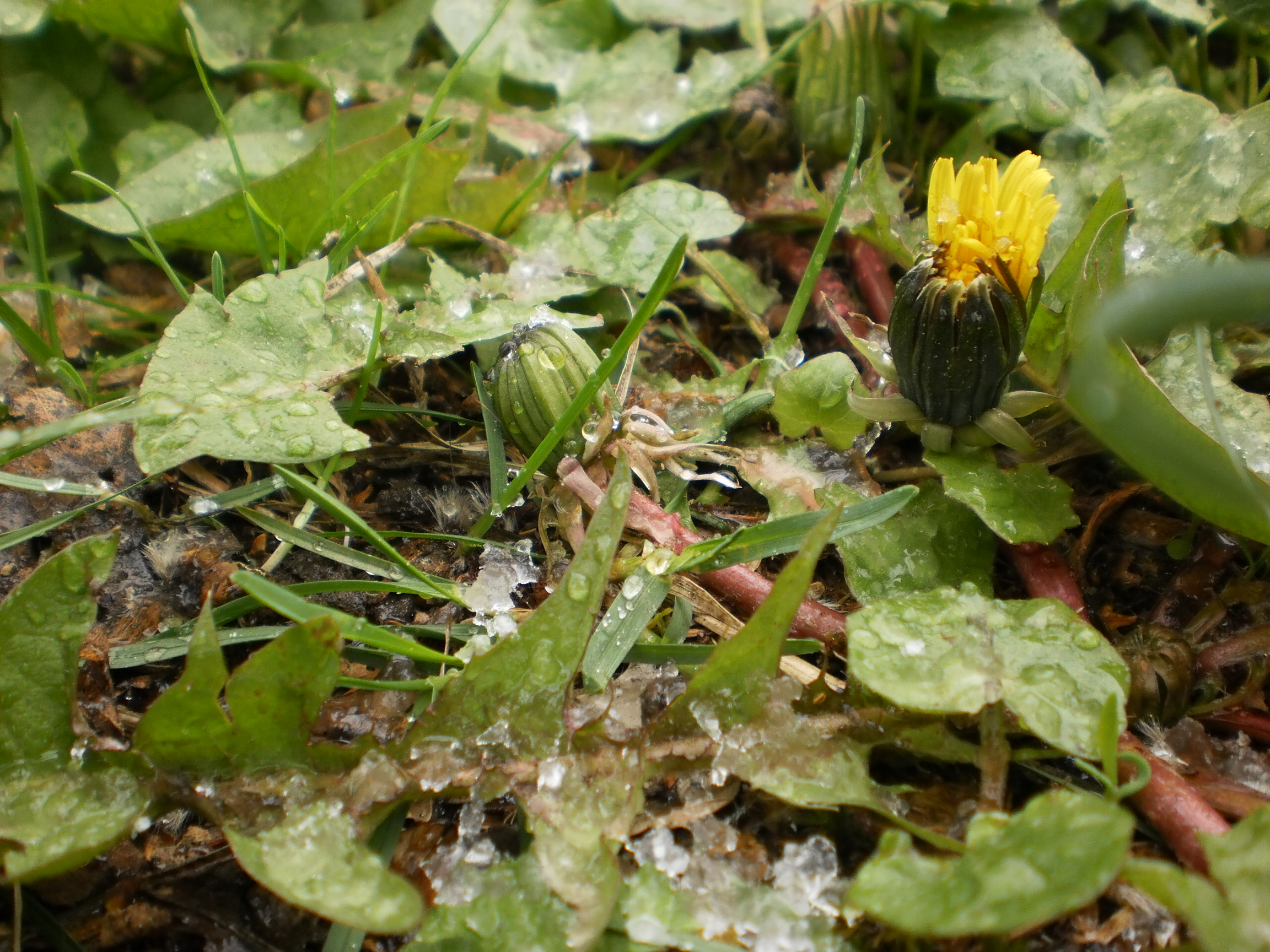
Zwei Stunden später bereits wieder angetauter Graupel.
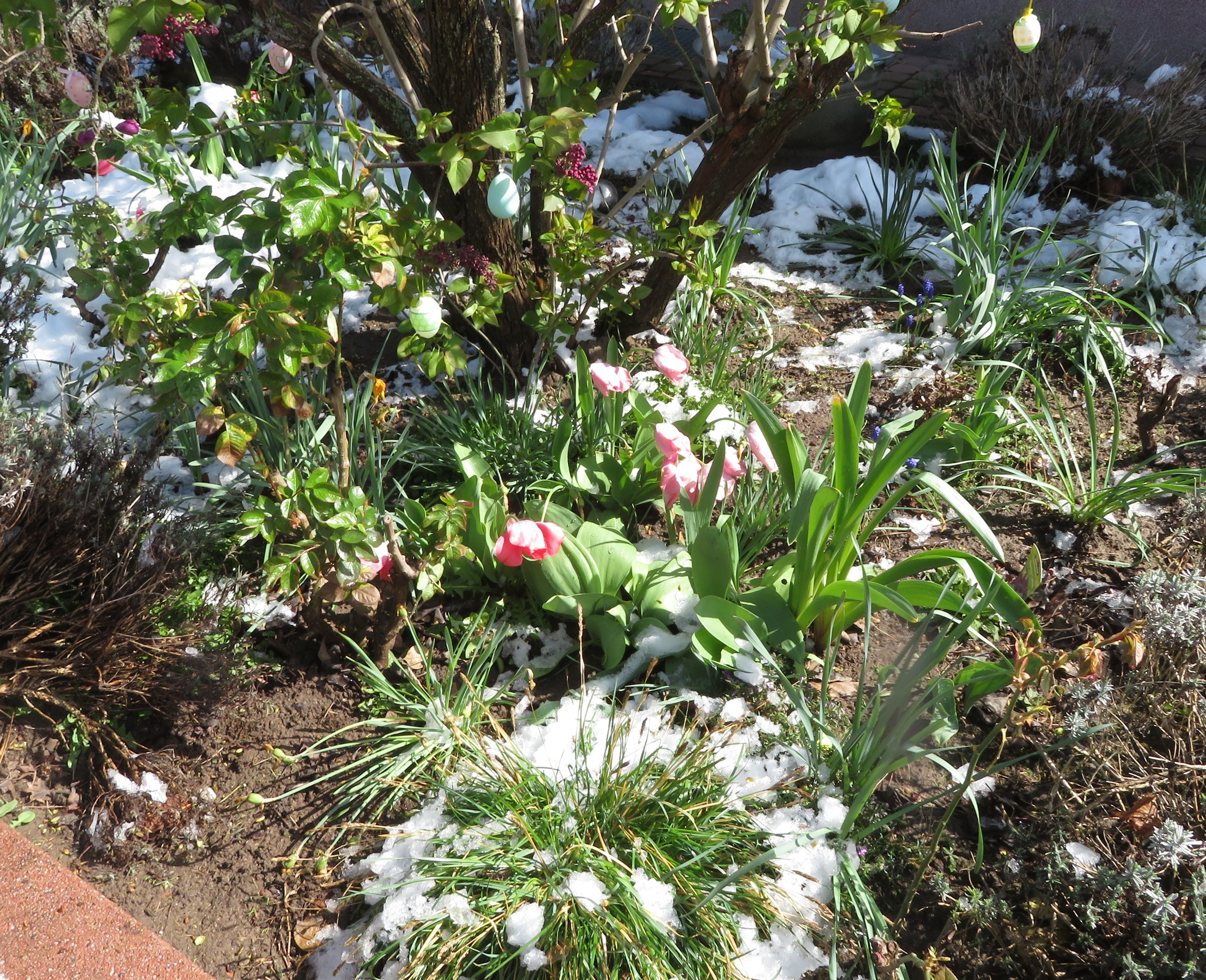
Blühender Vorgarten mit Schnee eine Woche vor Ostern
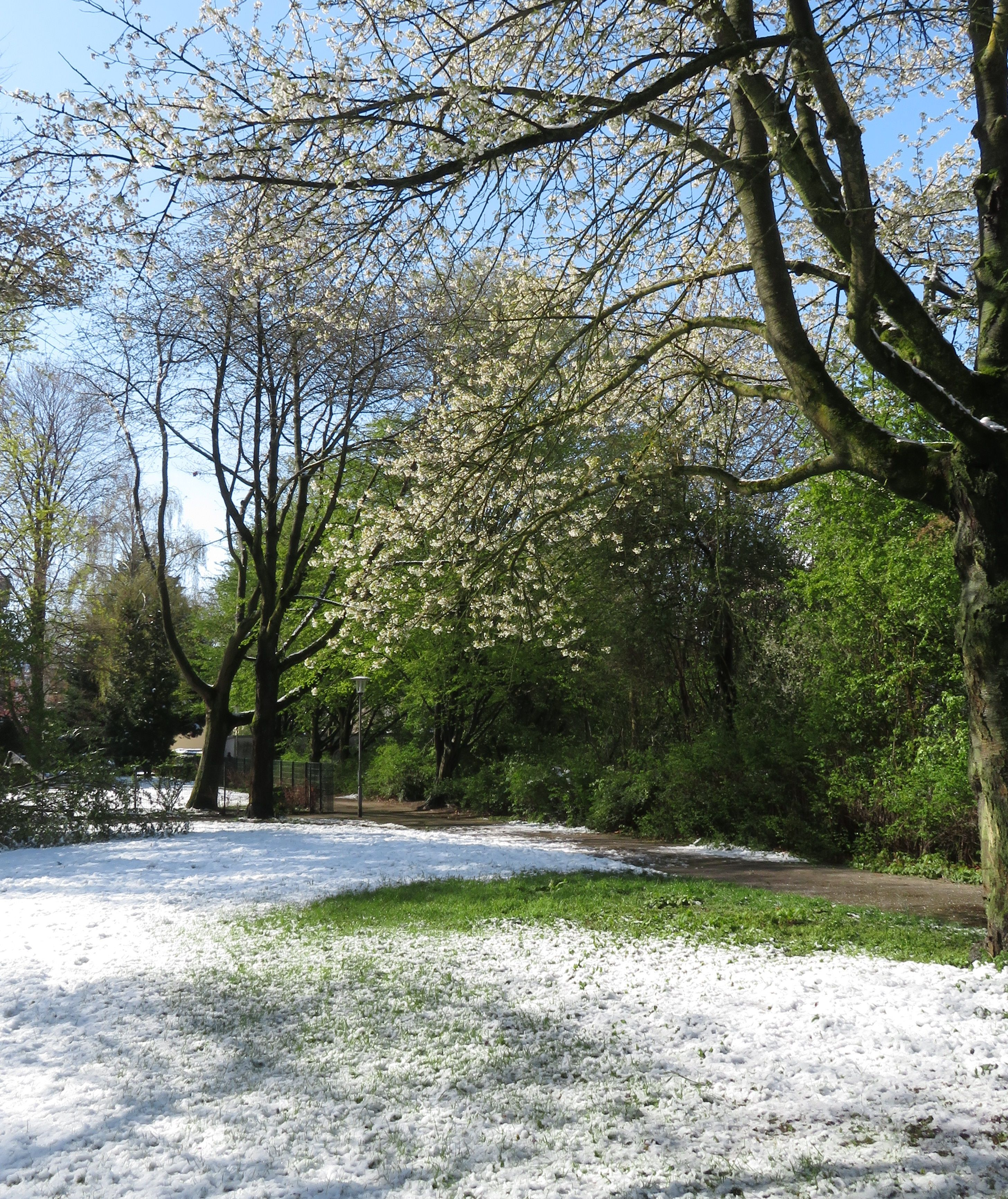
Erblühter Kirschbaum nach Schneefall im April

Allgemein sind für Mitteleuropa relativ häufig wechselnde Großwetterlagen und in der zyklonalen Westdriftzone (Westwindzone) eine unbeständige Witterung charakteristisch. In den Wintermonaten nehmen die Landflächen wegen der kurzen Tage und des spitzen Einfallswinkels der Sonnenstrahlung so wenig Strahlungswärme von der Sonne auf, dass sie abkühlen. Im Frühjahr wird die Luft bei Sonnenschein zwar schnell erwärmt, aber in sternklaren Nächten oder beim Zustrom kalter Luftmassen sinken die Temperaturen schnell ab.
Im Frühjahr erwärmt sich die Luft über Südeuropa und Afrika aufgrund der unterschiedlichen Intensität der Sonnenstrahlung schneller als über Nordeuropa und dem Meer. Dadurch entsteht ein großes Temperaturgefälle zwischen Nord und Süd. Da der Unterschied anfangs sehr groß ist und die Lufttemperatur bestrebt ist, sich auszugleichen, kommt es an der Grenze, die sich im April gerade über Mitteleuropa befindet, zu sehr häufigen Wetterwechseln.
Die warme Luft aus dem Süden vermischt sich mit der kalten Luft aus dem Norden. Die kalte Luft enthält viel Feuchtigkeit, während die warme Luft aus dem Süden relativ trocken ist. Auf dem Festland wird die kalte Luft nun erwärmt und steigt dadurch auf. Dabei entstehen Wolken. In höheren Luftschichten befindet sich jedoch die warme Luft aus dem Süden, die daraufhin absinkt. Dabei erwärmt sie sich weiter und löst vorhandene Wolken wieder auf.
So entsteht das typische Aprilwetter mit kurzen Schauern, kräftigem Wind und teilweise wolkenfreien Tagen.